# Safia endopolia
Safia endopolia là một loài bướm đêm trong họ Noctuidae.